# Quinlan Terry

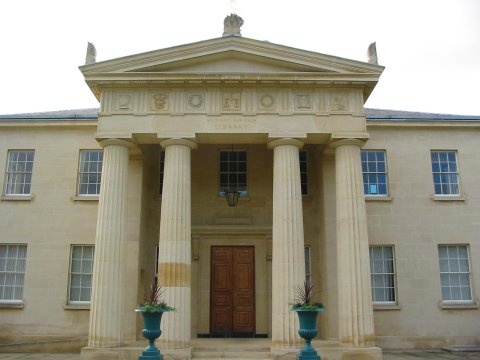
The Maitland Robinson Library vid Downing College i Cambridge.

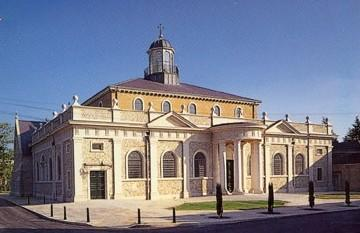
Brentwood Cathedral

Quinlan Terry, född 24 juli 1937 i Hampstead, är en engelsk arkitekt.  Han studerade vid Architectural Association i London. 
Terry verkar i den europeiska klassiska traditionen, inspirerad av bland annat Andrea Palladio. Bland hans främsta verk är Brentwood Cathedral i Essex 1991 och Richmond Riverside utanför London.   